# Tiro ai Giochi della XXX Olimpiade - Pistola 50 metri maschile
La gara di pistola 50 metri maschile dei Giochi della XXX Olimpiade si è svolta il 5 agosto 2012. Hanno partecipato 38 atleti.

## Formato
L'evento si articola in due fasi: un turno di qualificazione e la finale.
Nella qualificazione, ogni atleta spara 60 colpi; in ognuno di essi, il punteggio varia da 0 da 10 (con incrementi di 1) a seconda della distanza dal centro del bersaglio. I primi 8 tiratori accedono alla finale.
Nella finale, ogni atleta spara 10 colpi addizionali, il cui punteggio ha un incremento di 0,1 (con un massimo di 10,9); il punteggio finale considera tutti i 70 colpi sparati.

## Record
Prima della competizione, i record olimpici e mondiali erano i seguenti:
| Qualificazione  | Qualificazione                         | Qualificazione   | Qualificazione          | Qualificazione |
| --------------- | -------------------------------------- | ---------------- | ----------------------- | -------------- |
| Record mondiale | Aleksandr Melentiev (Unione Sovietica) | 581              | Mosca, Unione Sovietica | 20 luglio 1980 |
| Record olimpico | Aleksandr Melentiev (Unione Sovietica) | 581              | Mosca, Unione Sovietica | 20 luglio 1980 |
| Intera gara     |                                        |                  |                         |                |
| Record mondiale | William Demarest (Stati Uniti)         | 676,2 (577+99,2) | Milano, Italia          | 4 giugno 2000  |
| Record olimpico | Boris Kokorev (Russia)                 | 666,4 (570+96,4) | Atlanta, Stati Uniti    | 23 luglio 1996 |

## Programma
| Data          | Ora (BST/UTC+1) | Turno          |
| ------------- | --------------- | -------------- |
| 5 agosto 2012 | 12:00           | Qualificazioni |
| 5 agosto 2012 | 15:30           | Finale         |

## Turno di qualificazione
| Pos. | Atleta                | Nazione           | 1  | 2  | 3  | 4  | 5  | 6  | Totale | Note               |
| ---- | --------------------- | ----------------- | -- | -- | -- | -- | -- | -- | ------ | ------------------ |
| 1    | Choi Young-Rae        | Corea del Sud     | 98 | 94 | 93 | 92 | 95 | 97 | 569    | Q                  |
| 2    | Wang Zhiwei           | Cina              | 95 | 95 | 95 | 98 | 93 | 90 | 566    | Q                  |
| 3    | Andrija Zlatić        | Serbia            | 92 | 97 | 95 | 91 | 96 | 93 | 564    | Q                  |
| 4    | Hoàng Xuân Vinh       | Vietnam           | 94 | 95 | 96 | 92 | 92 | 94 | 563    | Q                  |
| 5    | Jin Jong-Oh           | Corea del Sud     | 97 | 95 | 94 | 91 | 92 | 93 | 562    | Q                  |
| 6    | Christian Reitz       | Germania          | 94 | 94 | 94 | 95 | 92 | 91 | 560    | Q                  |
| 7    | Leonid Ekimov         | Russia            | 94 | 93 | 94 | 95 | 95 | 89 | 560    | Q                  |
| 8    | Giuseppe Giordano     | Italia            | 93 | 96 | 93 | 92 | 93 | 92 | 559    | Shoot Off: 49.6, Q |
| 9    | João Costa            | Portogallo        | 93 | 95 | 97 | 92 | 91 | 91 | 559    | Shoot Off: 49.5    |
| 10   | Vladimir Isakov       | Russia            | 92 | 98 | 95 | 91 | 92 | 91 | 559    | Shoot Off: 49.0    |
| 11   | Tomoyuki Matsuda      | Giappone          | 94 | 90 | 96 | 92 | 93 | 94 | 559    | Shoot Off: 49.0    |
| 12   | İsmail Keleş          | Turchia           | 94 | 92 | 94 | 94 | 94 | 91 | 559    | Shoot Off: 46.5    |
| 13   | Yusuf Dikeç           | Turchia           | 95 | 94 | 94 | 92 | 92 | 92 | 559    | Shoot Off: 46.5    |
| 14   | Jakkrit Panichpatikum | Thailandia        | 96 | 90 | 90 | 93 | 96 | 94 | 558    |                    |
| 15   | Nickolaus Mowrer      | Stati Uniti       | 93 | 93 | 90 | 93 | 94 | 95 | 558    |                    |
| 16   | Damir Mikec           | Serbia            | 92 | 90 | 94 | 95 | 94 | 93 | 558    |                    |
| 17   | Florian Schmidt       | Germania          | 95 | 94 | 91 | 94 | 95 | 88 | 557    |                    |
| 18   | Norayr Bakhtamyan     | Armenia           | 95 | 96 | 87 | 91 | 94 | 94 | 557    |                    |
| 19   | Daniel Repacholi      | Australia         | 94 | 95 | 90 | 93 | 90 | 95 | 557    |                    |
| 20   | Pavol Kopp            | Slovacchia        | 92 | 92 | 96 | 92 | 90 | 94 | 556    |                    |
| 21   | Walter Lapeyre        | Francia           | 91 | 93 | 90 | 93 | 92 | 95 | 554    |                    |
| 22   | Pablo Carrera         | Spagna            | 91 | 94 | 92 | 91 | 94 | 92 | 554    |                    |
| 23   | Juraj Tužinský        | Slovacchia        | 91 | 97 | 90 | 90 | 96 | 90 | 554    |                    |
| 24   | Francesco Bruno       | Italia            | 90 | 92 | 93 | 92 | 96 | 90 | 553    |                    |
| 25   | Zhang Tian            | Cina              | 92 | 87 | 93 | 92 | 95 | 94 | 553    |                    |
| 26   | Kai Jahnsson          | Finlandia         | 91 | 91 | 93 | 90 | 92 | 95 | 552    |                    |
| 27   | Ebrahim Barkhordari   | Iran              | 95 | 89 | 91 | 94 | 91 | 92 | 552    |                    |
| 28   | Daryl Szarenski       | Stati Uniti       | 92 | 95 | 91 | 89 | 88 | 95 | 550    |                    |
| 29   | Oleh Omelčuk          | Ucraina           | 92 | 89 | 91 | 91 | 94 | 91 | 548    |                    |
| 30   | Kanstancin Lukašyk    | Bielorussia       | 94 | 93 | 90 | 91 | 92 | 87 | 547    |                    |
| 31   | Andrej Kazak          | Bielorussia       | 93 | 88 | 93 | 91 | 92 | 90 | 547    |                    |
| 32   | Ásgeir Sigurgeirsson  | Islanda           | 89 | 92 | 92 | 92 | 93 | 86 | 544    |                    |
| 33   | Franck Dumoulin       | Francia           | 89 | 88 | 92 | 89 | 92 | 91 | 541    |                    |
| 34   | Vyacheslav Podlesnyy  | Kazakistan        | 89 | 91 | 88 | 89 | 89 | 94 | 540    |                    |
| 35   | Roger Daniel          | Trinidad e Tobago | 89 | 93 | 91 | 90 | 87 | 89 | 539    |                    |
| 36   | Sergio Sánchez        | Guatemala         | 91 | 90 | 88 | 89 | 89 | 86 | 533    |                    |
| 37   | Arben Kucana          | Albania           | 89 | 84 | 89 | 89 | 90 | 83 | 524    |                    |
| 38   | Nikola Šaranović      | Montenegro        | 83 | 84 | 90 | 88 | 91 | 88 | 524    |                    |

## Finale
| Posizione | Atleta            | Qual. | 1    | 2    | 3    | 4   | 5    | 6    | 7    | 8    | 9    | 10   | Finale | Totale | Spareggi | Note |
| --------- | ----------------- | ----- | ---- | ---- | ---- | --- | ---- | ---- | ---- | ---- | ---- | ---- | ------ | ------ | -------- | ---- |
|           | Jin Jong-Oh       | 562   | 10.2 | 9.5  | 9.8  | 9.8 | 10.6 | 10.6 | 9.5  | 10.3 | 9.5  | 10.2 | 100.0  | 662.0  |          |      |
|           | Choi Young-Rae    | 569   | 8.8  | 9.8  | 10.5 | 9.8 | 7.4  | 10.5 | 9.2  | 9.0  | 9.4  | 8.1  | 92.5   | 661.5  |          |      |
|           | Wang Zhiwei       | 566   | 10.3 | 9.0  | 8.7  | 7.2 | 9.7  | 8.4  | 10.1 | 8.9  | 9.7  | 10.6 | 92.6   | 658.6  |          |      |
| 4         | Hoàng Xuân Vinh   | 563   | 9.6  | 8.3  | 10.1 | 9.3 | 9.7  | 10.0 | 10.4 | 10.6 | 7.3  | 10.2 | 95.5   | 658.5  |          |      |
| 5         | Giuseppe Giordano | 559   | 9.5  | 10.2 | 10.5 | 9.6 | 8.6  | 9.1  | 10.6 | 10.3 | 9.2  | 9.4  | 97.0   | 656.0  |          |      |
| 6         | Andrija Zlatić    | 564   | 8.1  | 10.2 | 8.9  | 9.3 | 7.7  | 9.3  | 10.3 | 10.4 | 10.1 | 7.6  | 91.9   | 655.9  |          |      |
| 7         | Christian Reitz   | 560   | 10.1 | 7.3  | 8.1  | 8.9 | 10.7 | 10.3 | 10.8 | 9.0  | 10.2 | 8.9  | 94.3   | 654.3  |          |      |
| 8         | Leonid Ekimov     | 560   | 9.0  | 9.1  | 10.3 | 9.7 | 9.9  | 9.6  | 8.6  | 8.8  | 10.4 | 6.6  | 92.0   | 652.0  |          |      |